# Muncitorul Czerniowce
Muncitorul Czerniowce (rum. Fotbal Club Muncitorul Cernăuți) – rumuński klub piłkarski z siedzibą w Czerniowcach.

## Historia
Piłkarska drużyna Muncitorul Czerniowce została założona w Czerniowcach na początku XX wieku. 
Klub występował w lokalnych rozgrywkach Mistrzostw Bukowiny. W 1940 z przyjściem wojsk radzieckich został rozwiązany. 

## Sukcesy
- mistrz Bukowiny: 1936

## Inne
- Dowbusz Czerniowce
- Dragoș Vodă Czerniowce
- Hakoah Czerniowce
- Jahn Czerniowce
- Maccabi Czerniowce